# Wadi Salib
Wadi Salib (in ebraico ואדי סאליב‎?; in arabo وادي صليب‎?) è un quartiere di Haifa, in Israele. Il quartiere, originatosi nel XIX secolo, vide l'esodo dei suoi abitanti palestinesi nel 1948, che vennero sostituiti principalmente da immigrati ebrei marocchini; l'emarginazione sociale vissuta dalla comunità marocchina nel quartiere provocò nel 1959 i moti di Wadi Salib.

## Storia
Nell'ambito della guerra arabo-israeliana del 1948 gli abitanti arabi palestinesi abbandonarono il quartiere e gli edifici vennero in seguito nazionalizzati. Wadi Salib venne considerata dalle autorità israeliane per concentrarvi gli abitanti arabi musulmani rimasti in città, similmente a Wadi Nisnas, dove sarebbero stati concentrati gli arabi cristiani. Le famiglie arabe musulmane rimaste nel quartiere ammontavano a 174 unità.
Il quartiere assorbì negli anni seguenti migliaia di immigrati ebrei dal Maghreb e dal Medio Oriente, che giunsero a comporre la quasi totalità della popolazione; negli anni 1950 la popolazione raggiunse le 15000 unità, delle quali oltre un terzo erano originarie del Marocco. La comunità visse intense situazioni di disagio e abbandono sociale. Nel 1959 le tensioni scoppiarono in occasione del ferimento di un residente marocchino ubriaco da parte della polizia; la locale comunità marocchina insorse il giorno seguente, scatenando una violenta rivolta e attaccando proprietà pubbliche e private.
Negli anni 1960 le autorità avviarono progetti di ristrutturazione del quartiere, invitando gli abitanti a trasferirsi in altre aree della città per meglio integrarsi. Molti edifici vennero abbattuti e malgrado i piani di ristrutturazione il quartiere venne in buona parte lasciato in stato di abbandono.